# Байгильдинский сельсовет (Дюртюлинский район)
Байгильдинский сельсове́т — упразднённая в 2008 году административно-территориальная единица и сельское поселение (тип муниципального образования) в составе Дюртюлинского района. Почтовый индекс — 452306. Код ОКАТО — 80224808000. Объединён с сельским поселением Староянтузовский сельсовет.
Образован в 1997 году.

## География, природа
озёра Усмон, Казы-Куль, реки Белая, Евбаза.

## Состав сельсовета
Село Байгильды — административный центр, деревни Ельдяк, Казы-Ельдяк.

## История
Закон Республики Башкортостан от 21.02.97 N 78-з «Об образовании Байгильдинского сельсовета Дюртюлинского района Республики Башкортостан» гласил:

 Статья 1
Образовать Байгильдинский сельсовет Дюртюлинского района Республики Башкортостан с центром в селе Байгильдино путём разделения Староянтузовского сельсовета Дюртюлинского района Республики Башкортостан.
Статья 2
Установить границу Байгильдинского сельсовета Дюртюлинского района Республики Башкортостан согласно представленной схематической карте.

Закон Республики Башкортостан от 19.11.2008 N 49-з «Об изменениях в административно-территориальном устройстве Республики Башкортостан в связи с объединением отдельных сельсоветов и передачей населённых пунктов», ст.1 п. 20) г) гласил:

 "Внести следующие изменения в административно-территориальное устройство Республики Башкортостан:
 объединить Староянтузовский и Байгильдинский сельсоветы с сохранением наименования «Староянтузовский» с административным центром в селе Староянтузово.
Включить село Байгильды, деревни Ельдяк, Казы-Ельдяк Байгильдинского сельсовета в состав Староянтузовского сельсовета.

Утвердить границы Староянтузовского сельсовета согласно представленной схематической карте.

Исключить из учётных данных Байгильдинский сельсовет

## Географическое положение
На 2008 год граничил с Бураевским и Бирским районами, с муниципальными образованиями: Новокангышевский сельсовет, Староянтузовский сельсовет («Закон Республики Башкортостан от 17.12.2004 N 126-з (ред. от 19.11.2008) „О границах, статусе и административных центрах муниципальных образований в Республике Башкортостан“»).